# Носков, Валерий Борисович
Валерий Борисович Носков (род. 1966, Клязьминский Городок) — советский биатлонист, победитель этапов Кубка мира в эстафетах, участник чемпионата мира, призёр чемпионатов СССР. Мастер спорта СССР международного класса.

## Биография
Окончил школу в с. Клязьминский Городок Ковровского района Владимирской области. Выступал за команду Вооружённых Сил (СКА) и город Москву.
В 1988 году стал серебряным призёром чемпионата СССР в спринтерской гонке, уступив Дмитрию Васильеву. На следующий год выиграл серебряные медали в эстафете в составе сборной Вооружённых Сил.
В сборной СССР дебютировал на Кубке мира в сезоне 1989/90. В декабре 1989 года на первом этапе в Обертиллиахе занял шестое место в спринте. На третьем этапе сезона, в январе 1990 года в Рупольдинге, одержал победу в эстафете, вместе с Юрием Кашкаровым, Валерием Медведцевым и Сергеем Чепиковым. В общем зачёте Кубка мира 1989/90 занял 15-е место с 82 очками.
На чемпионате мира 1990 года принял участие в спринтерской гонке в Хольменколлене, где занял девятое место, а в эстафете, проводившейся в Контиолахти, стал пятым.
В следующем сезоне стал победителем ещё одной эстафеты на этапе Кубка мира в Альбервиле (Ле-Сёзи), а в общем зачёте оказался в пятом десятке. В последний раз принял участие в Кубке мира в сезоне 1991/92, в декабре 1991 года на этапе в Хохфильцене, где занял 13-е место в индивидуальной гонке.

## Личная жизнь
По окончании спортивной карьеры живёт в Коврове. Женат, есть дочь.